# Lleida
Lleida (spansk Lérida) er det catalanske navn for hovedbyen i den spanske provins af samme navn. Lleida har 144.739(2024) indbyggere.
Blandt byens turistattraktioner er Sirena de Lérida-springvandet.